# Championnat de France des rallyes 2006
Navigation
Édition précédente Édition suivante

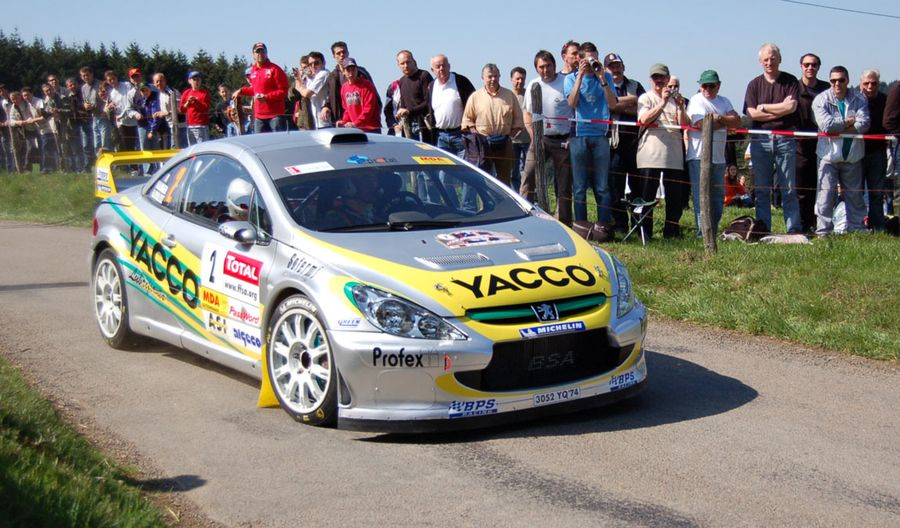
Nicolas Vouilloz Champion au Lyon-Charbonnière

Il vit le sacre de Nicolas Vouilloz sur une Peugeot 307 WRC devant Cédric Robert sur Renault Clio S1600. Malgré une voiture moins puissante, le pilote Renault parvint à jouer le titre jusqu'au bout grâce à sa régularité et son invincibilité en classe A6.

## Réglementation 2006
voici quelques points principaux de la réglementation 2006 :
- Barème des points :

Ils sont attribués au scratch et à la classe selon le système suivant :
| Place   | 1er | 2e | 3e | 4e | 5e | 6e | 7e | 8e |
| ------- | --- | -- | -- | -- | -- | -- | -- | -- |
| Général | 10  | 8  | 6  | 5  | 4  | 3  | 2  | 1  |
| Classe  | 10  | 8  | 6  | 5  | 4  | 3  | 2  | 1  |

Sur huit manches, seuls les six meilleurs résultats sont retenus. Il faut être inscrit au championnat pour marquer des points. Les points marqués sont ceux correspondant à la place réelle (les pilotes non-inscrit ne sont pas décomptabilisés). Si une classe a moins de cinq partants, les points attribué à celle-ci sont divisés par deux.
- Véhicules admis :

Autos conformes à la réglementation technique en cours des groupes A/FA (y compris les WRC , Super 1600, Kit-car et Super 2000) , N/FN, F2000 et GT de série.
- Parcours

Le kilométrage total chronométré doit être égale à 220km à plus ou moins 10 %. Le nombre de passage dans une épreuve spéciale est limité à trois. Un rallye doit être composé d'au minimum 10 épreuves chronométrées.
- Reconnaissances :

Elles sont limitées à trois passages par épreuves chronométrées.

## Rallyes de la saison 2006
| N° | Dates                    | Rallye                    | Vainqueur            | Copilote        | Voiture           |
| 1  | 21 avril-23 avril        | Rallye Lyon-Charbonnières | Nicolas Vouilloz     | Nicolas Klinger | Peugeot 307 WRC   |
| 2  | 5 mai-7 mai              | Rallye Alsace-Vosges      | Nicolas Vouilloz     | Nicolas Klinger | Peugeot 307 WRC   |
| 3  | 9 juin-11 juin           | Rallye du Limousin        | Nicolas Vouilloz     | Nicolas Klinger | Peugeot 307 WRC   |
| 4  | 7 juillet-9 juillet      | Rallye du Rouergue        | Jérôme Grosset-Janin | Fabrice Gordon  | Peugeot 307 WRC   |
| 5  | 8 septembre-10 septembre | Rallye du Mont-Blanc      | Jérôme Grosset-Janin | Fabrice Gordon  | Citroën Xsara WRC |
| 6  | 6 octobre-8 octobre      | Rallye du Touquet         | Jean-Marie Cuoq      | Grégory Pain    | Peugeot 307 WRC   |
| 7  | 3 novembre-5 novembre    | Critérium des Cévennes    | Jean-Marie Cuoq      | David Marty     | Peugeot 307 WRC   |
| 8  | 23 novembre-26 novembre  | Rallye du Var             | Nicolas Vouilloz     | Nicolas Klinger | Peugeot 307 WRC   |

## Classement du championnat
| Place | Pilote               | Voiture                  | 1   | 2   | 3   | 4   | 5   | 6   | 7   | 8   | Points |
| ----- | -------------------- | ------------------------ | --- | --- | --- | --- | --- | --- | --- | --- | ------ |
| 1er   | Nicolas Vouilloz     | Peugeot 307 WRC          | 1er | 1er | 1er | ab  | 25e | 2e  | 2e  | 1er | 112    |
| 2e    | Cédric Robert        | Renault Clio S1600       | 5e  | 4e  | 6e  | 2e  | 3e  | 4e  | 5e  | 4e  | 93     |
| 3e    | Jérôme Grosset-Janin | Peugeot 307 WRC          | 11e | 3e  | 5e  | 1er |     |     |     |     | 77     |
| 3e    | Jérôme Grosset-Janin | Citroën Xsara WRC        |     |     |     |     | 1er | ab  | 3e  |     | 77     |
| 4e    | Jean-Marie Cuoq      | Peugeot 306 Maxi         |     |     | 3e  | ab  | 2e  |     |     |     | 69     |
| 4e    | Jean-Marie Cuoq      | Peugeot 307 WRC          |     |     |     |     |     | 1er | 1er |     | 69     |
| 5e    | Eric Mauffrey        | Subaru Impreza           |     | 5e  | 9e  | 4e  | 7e  | 8e  | 6e  | 6e  | 51     |
| 6e    | Philippe Aragneau    | Peugeot 206 S1600        | ab  | 7e  | 8e  | 5e  | ab  | 5e  | 7e  | F   | 49     |
| 7e    | Patrick Henry        | Citroën Xsara WRC        | 2e  | 2e  | 2e  |     |     |     |     |     | 48     |
| 8e    | Eric Lafont          | Peugeot 106 S16 Gr F2000 | 50e | ab  | 60e | 63e | 43e | 38e | 37e | 39e | 48     |
| 9e    | Arnaud Augoyard      | Renault Clio S1600       |     | 28e | 7e  | 3e  | 4e  | 7e  | ab  | ab  | 45     |
| 10e   | Patrick Rouillard    | Toyota Celica GT4        | 4e  |     | ab  | 6e  | ab  |     | 4e  | 3e  | 43     |

### Autres championnats/coupes sur asphaltes
- Trophée Michelin : 
  - 1er  Eric Mauffrey sur Subaru Impreza avec 52pts
  - 2e  Patrick Rouillard sur Toyota Celica GT4 avec 38pts
  - 3e  Pascal Enjolras sur Peugeot avec 35pts

- Championnat de France des Rallyes-Copilotes :
  - 1er Nicolas Klinger avec 112pts
  - 2e  Gérald Bedon avec 93pts
  - 3e  Fabrice Gordon avec 77pts

- Renault Clio Cup : 
  - 1er  Thomas Barral avec 240pts
  - 2e  Pierre Marché avec 212pts
  - 3e  Boris Carminati avec 194pts

- Coupe Peugeot 206 : 
  - 1er  Guillaume Canivenq avec 134pts
  - 2e  Pierre Beurier avec 181pts
  - 3e  Thierry Brun avec 96pts

- Challenge Citroën C2 : 
  - 1er  Pascal Mackerer avec 214pts
  - 2e  Laurent Caro avec 197pts
  - 3e  Fabiano Lo Fiego avec 180pts